# 波茨诺伊锡德尔
波茨诺伊锡德尔是奥地利布尔根兰州滨湖新锡德尔县的一个市镇。总面积12.11平方公里，总人口504人，人口密度41.6人/平方公里（2001年）。